# Julija Ivanova
Julija Anatol'evna Ivanova (in russo Юлия Анатольевна Иванова?; Sosnogorsk, 9 settembre 1985) è un'ex fondista russa.

## Biografia
In Coppa del Mondo ha esordito il 4 dicembre 2004 a Berna (41ª) e ha ottenuto il primo podio il 6 febbraio 2011 a Rybinsk (3ª).
In carriera ha preso parte a un'edizione dei Giochi olimpici invernali, Soči 2014 (17ª nella 10 km, 30ª nella 30 km, 6ª nella sprint a squadre, 6ª nella staffetta), e  a due dei Campionati mondiali, vincendo una medaglia.
Nell'ambito delle inchieste sul doping di Stato in Russia, il 9 novembre 2017 il Comitato Olimpico Internazionale ha accertato una violazione delle normative antidoping da parte della Ivanova in occasione delle Olimpiadi di Soči, annullando conseguentemente i risultati ottenuti e proibendole di partecipare a future edizioni dei Giochi olimpici. Conseguentemente, anche la Federazione Internazionale Sci ha aperto un'inchiesta sulla posizione della Ivanova, escludendola dalle competizioni a partire dal 30 novembre. Il 1º febbraio 2018 il Tribunale Arbitrale dello Sport ha rigettato il ricorso presentato dalla Ivanona contro tale decisione; conseguentemente, anche la Federazione Internazionale Sci ha confermato la propria sospensione.

## Palmarès

### Mondiali
- 1 medaglia:
  - 1 bronzo (staffetta a Val di Fiemme 2013)

### Coppa del Mondo
- Miglior piazzamento in classifica generale: 16ª nel 2012
- 5 podi (2 individuali, 3 a squadre):
  - 2 secondi posti (1 individuale, 1 a squadre)
  - 3 terzi posti (1 individuale, 2 a squadre)

#### Coppa del Mondo - competizioni intermedie
- 1 podio
  - 1 secondo posto